# Якунинская (Верховажский район)
Якунинская — деревня в Верховажском районе Вологодской области.
Входит в состав Шелотского сельского поселения, с точки зрения административно-территориального деления — в Шелотский сельсовет.
Расстояние по автодороге до районного центра Верховажья — 69,8 км, до центра муниципального образования Шелоты — 0,3 км. Ближайшие населённые пункты — Афонинская, Макаровская, Фофановская, Шелота, Малое Погорелово, Степаново, Чавровская, Горка-Назаровская, Гарманово, Доронинская, Татаринская, Денисовская.
По переписи 2002 года население — 11 человек.